# Gan Javne
Gan Javne (hebrejsky גַּן יַבְנֶה, doslova „Zahrada Javne“, v oficiálním přepisu do angličtiny Gan Yavne) je místní rada (menší město) v Izraeli, v Centrálním distriktu.

## Geografie
Leží v nadmořské výšce 42 metrů, cca 32 kilometrů jihojihozápadně od centra Tel Avivu a cca 4 kilometry východně od města Ašdod, v Izraelské pobřežní planině.
Město je součástí hustě zalidněného sídelního pásu, který volně navazuje na metropolitní oblast Tel Avivu (Guš Dan). Okolí Gan Javne je prostoupeno rozsáhlými okrsky nezastavěné krajiny s intenzivním zemědělstvím. Osídlení v tomto regionu je v naprosté většině židovské. Město je napojeno na severojižní dopravní tah dálnice číslo 4.

## Dějiny
Gan Javne bylo založeno roku 1931 jako soukromě hospodařící zemědělská vesnice (mošava). K roku 1949 dosahovala plocha obce 4100 dunamů (4,1 kilometrů čtverečních). Za založením osady stála organizace Achuza Alef, která již předtím založila i obec Ra'anana. V roce 1930 započala Achuza Alef jednání o výkupu potřebných pozemků poblíž arabské vesnice Kafr Barka a podařilo se jí nabýt do vlastnictví 4600 dunamů. V roce 1932 začala na 400 dunamech příprava na zemědělské obdělávání. Mělo jít o zemědělskou vesnici. K roku 1936 již plocha zdejších citrusových plantáží dosáhla 1631 dunamů a dalších 263 dunamů bylo uměle zavlažováno. Během 30. let 20. století obyvatelé opakovaně apelovali na britské úřady ohledně výstavby silnice napojující osadu na komunikační síť. Až do roku 1948 se Gan Javne rozkládala v izolované poloze, obklopená šesti arabskými vesnicemi.
Během první arabsko-izraelské války v květnu 1948 ovládla okolí Gan Javne židovská Hagana, a to včetně sousední arabské vesnice Kafr Barka, která měla v té době přes 1000 obyvatel. Její obyvatelé odešli a Kafr Barka pak byla z větší části zbořena. Zbytky této vesnice se dodnes nacházejí na jižním okraji Gan Javne. V roce 1950 získala vesnice status místní rady a její populaci posílila vlna židovských imigrantů, zejména z Jemenu. Na přelomu let 2008 a 2009 během války v Gaze zasáhla Gan Javne raketa vypuštěná palestinskými radikály.

## Demografie
Podle údajů z roku 2009 tvořili naprostou většinu obyvatel Židé – cca 17 900 osob (včetně statistické kategorie "ostatní", která zahrnuje nearabské obyvatele židovského původu ale bez formální příslušnosti k židovskému náboženství, cca 18 300 osob).
Gan Javne je středně velké sídlo městského typu se setrvalým růstem. Po skokovém nárůstu populace po roce 1948 se dostavila v 60. a 70. letech 20. století stagnace, která ale počátkem 90. let přešla v prudký demografický rozmach, v jehož rámci se počet obyvatel do roku 2009 víc než zpětinásobil. K 31. prosinci 2017 zde žilo 23 500 lidí.
| Rok | 1948 | 1949 | 1950  | 1955  | 1961  | 1972  | 1980  | 1983  | 1990  | 1993  | 1994  | 1995  | 1996  | 1997  | 1998  | 1999  | 2000   |
| --- | ---- | ---- | ----- | ----- | ----- | ----- | ----- | ----- | ----- | ----- | ----- | ----- | ----- | ----- | ----- | ----- | ------ |
|     | 302  | 440  | 1 400 | 1 900 | 2 668 | 2 698 | 2 600 | 2 795 | 3 400 | 4 800 | 5 700 | 6 574 | 7 900 | 8 600 | 9 200 | 9 800 | 10 300 |

| Rok            | 2001   | 2002   | 2003   | 2004   | 2005   | 2006   | 2007   | 2008   | 2009   | 2010   | 2011   | 2012   | 2013   | 2014   | 2015   | 2016   | 2017   |
| -------------- | ------ | ------ | ------ | ------ | ------ | ------ | ------ | ------ | ------ | ------ | ------ | ------ | ------ | ------ | ------ | ------ | ------ |
| Počet obyvatel | 11 200 | 12 200 | 13 100 | 14 000 | 14 900 | 15 800 | 16 800 | 17 909 | 18 399 | 19 400 | 20 500 | 20 700 | 21 200 | 21 800 | 22 500 | 23 100 | 23 500 |